# Liste der Monuments historiques in Mailly-sur-Seille
Die Liste der Monuments historiques in Mailly-sur-Seille führt die Monuments historiques in der französischen Gemeinde Mailly-sur-Seille auf.

## Liste der Immobilien
| Bezeichnung                  | Beschreibung                                   | Standort              | Kennzeichnung | Schutzstatus | Datum | Bild           |
| ---------------------------- | ---------------------------------------------- | --------------------- | ------------- | ------------ | ----- | -------------- |
| Château de Mailly-sur-Seille | Burg, ab dem 12. Jahrhundert, später verändert | Rue du Château (Lage) | PA00106086    | Inscrit      | 1982  | weitere Bilder |